# Karl Heyer
Karl Heyer (Hanau, Hessen, 1888. november 30. – Freiburg, Breisgau, 1964. július 24.) német író, történész, antropozófus.
Ősi hugenotta családból származik.  1907 és 1910 között Genfben jogot és történelmet tanult.  1911 januárjában hallgatta először Rudolf Steiner előadását. 1920-ban Heyer is aktív részese Steinernek a német néphez intézett felhívásában, csakúgy mint a szociális hármas tagozódás terjesztője.  1945-ben írta egyik legnagyobb hatású könyvét a nemzetiszocializmus okkult hátteréről, elsőként ebben a témában.  Másik ismert könyve Kaspar Hauser rejtélyes életéről szól.

## Főbb művei
- Denkmalpflege und Heimatschutz im deutschen Recht (1912)
- Die Wandlungen des Fürstenbegriffes (1917)
- Der Machiavellismus (1918)
- Rechts- und staatsgeschichtliche Entwicklungslinien (1922)
- Das Wunder von Chartres (1926)
- Menschheitsfragen der Gegenwart im Lichte anthroposophischer Welterkenntnis (1927)
- Das Schicksal des Deutschen Volkes (1932)
- Wie man gegen Rudolf Steiner kämpft (1932)
- Kulturkrise und Anthroposophie (1933)
- Aus dem Jahrhundert der französischen Revolution (1937)
- Geschichtsimpulse des Rosenkreuzertums (1938)
- Beiträge zur Geschichte des Abendlandes illetve
- Studienmaterialien zur Geschichte des Abendlandes sorozatcím alatt:
  - I. Von der Atlantis bis Rom (1939); Atlantisztól Rómáig (ABG Kiadó, 2012)
  - II. Mittelalter (1939) A középkor (ABG Kiadó, 2012)
  - III. Die neuere Zeit (1940)
  - IV. Machiavelli und Ludwig XIV (1951)
  - V. Friedrich der Grosse und das Preussentum (1951)
  - VI. Gestalten und Ereignisse vor der Französischen Revolution (1952)
  - VII. Die Französische Revolution und Napoleon (1953)
  - VIII. Sozialimpulse des deutschen Geistes im Goethe-Zeitalter (1954)
  - IX. Kaspar Hauser und das Schicksal Mitteleuropas im 19. Jahrhundert (1958) Kaspar Hauser és Közép-Európa sorsa a XIX. században (Arkánum Szellemi Iskola Alapítvány, 2013)
- Wenn die Götter den Tempel verlassen… (1947)
- Vom Genius des Mittelalters (1960)
- Wer ist der deutsche Volksgeist? (1961)
- Der Staat als Werkzeug des Bösen [1965]
- Rudolf Steiner über den Nationalismus [1998]
- Wesen und Wollen des Nationalsozialismus und das Schicksal des deutschen Volkes [1991]; A nemzetiszocializmus lénye és szándéka és a német nép sorsa (Ita Wegman Alapítvány, 2006)
- Aus meinem Leben [1990]

## Magyarul
- A nemzetiszocializmus lénye és szándéka és a német nép sorsa; ford. Wirth-Veres Gábor; Ita Wegman Alapítvány–Natura-Budapest Kft., Budapest, 2006
- A középkor; ford. Wirth-Veres Gábor; ABG Könyvek, Tárnok, 2012 (Adalékok a napnyugat történelméhez)
- Atlantisztól Rómáig; ford. Wirth-Veres Gábor; ABG Könyvek, Tárnok, 2012 (Adalékok a napnyugat történelméhez)
- Kaspar Hauser és Közép-Európa sorsa a XIX. században; ford. Wirth-Veres Gábor; Arkánum Szellemi Iskola Alapítvány, Ispánk, 2013 (Arkánum Szellemi Iskola könyvtára sorozat)